# Люди Икс: Тёмный Феникс
«Лю́ди Икс: Тёмный Фе́никс» (англ. Dark Phoenix) — американский супергеройский фильм, основанный на комиксах Marvel Comics о Людях Икс. Это продолжение фильма «Люди Икс: Апокалипсис», двенадцатый фильм в серии фильмов о Людях Икс, четвёртый и заключительный фильм в серии приквелов, седьмой фильм в основной серии и первый фильм в серии без участия Хью Джекмана в роли Росомахи. Это также последний фильм в серии, снятый студией Bad Hat Harry Productions, хотя компания не была указана в титрах из-за обвинений 23 января 2019 года Брайана Сингера в сексуальных домогательствах. Режиссёром, сопродюсером и сценаристом выступил Саймон Кинберг (в его режиссёрском дебюте), в актёрский ансамбль вошли Джеймс Макэвой, Майкл Фассбендер, Дженнифер Лоуренс, Николас Холт, Софи Тёрнер, Тай Шеридан, Александра Шипп и Джессика Честейн.
Фильм рассказывает историю происхождения о том, как Джин Грей становится Фениксом. История разворачивается вокруг Джин, борющейся с психическими заболеваниями после того, как космическая сила усиливает её психические способности, что раскрывает травму из её детства, которая приводит к нестабильности как её разума, так и её сил. По сюжету она пытается не причинить вреда людям, которых любит, в то время как другие стороны стремятся контролировать или убить её.
После того, как фильм «Люди Икс: Дни минувшего будущего» стёр события фильма «Люди Икс: Последняя битва» с временной линии серии, Кинберг выразил заинтересованность в новой экранизации Саги о Тёмном Фениксе Криса Клэрмонта и Джона Бирна в будущем фильме, который был бы более верным, чем его предыдущая попытка с «Последней битвой», которая была встречена смешанными отзывами, и даже Кинберг и соавтор Зак Пенн в конечном итоге не были впечатлены фильмом. Новая экранизация была подтверждена в 2016 году как продолжение «Апокалипсиса». Кинберг подписал контракт на пост режиссёра в июне 2017 года, большая часть актёров из предыдущего фильма вернулась. Съёмки начались позже в том же месяце в Монреале и были завершены в октябре 2017 года; весь третий акт был переснят в конце 2018 года после того, как тестовые показы получили плохие отзывы. Фильм посвящён памяти со-создателя Людей Икс Стэна Ли, который умер 12 ноября 2018 года.
Премьера состоялась 6 июня 2019 года в России и 7 июня в США компанией 20th Century Fox в форматах RealD 3D, IMAX, 4DX и Dolby Cinema. Фильм заработал 252 миллиона долларов по всему миру при бюджете в 200 миллионов долларов и потерял, по оценкам, 133 миллиона долларов после расходов на маркетинг и распространение, что делает его одним из крупнейших кассовых провалов всех времён. Он получил в целом неблагоприятные отзывы от критиков, а консенсус «Rotten Tomatoes» назвал его «глубоко разочаровывающим».

## Сюжет
1975 год. Маленькая Джин Грей едет с родителями в автомобиле. Используя свои способности, она переключает радио, но не рассчитывает силы и вводит мать, которая была за рулём, в состояние сна. Неуправляемая машина выезжает на встречную полосу. Происходит столкновение и авария, в которой Джин (с помощью своих сил) осталась невредимой. Этим заинтересовался профессор Чарльз Ксавьер, который сообщает Джин, что её родители не выжили в аварии, и забирает её в свою школу для одарённых детей, обещая заботиться о ней и научить контролировать свой «дар».
1992 год. Американский спейс шаттл с командой астронавтов на борту терпит крушение в открытом космосе из-за «вспышки на Солнце». На помощь им на реактивном самолёте вылетает команда Людей Икс в составе Мистик, Зверя, Джин, Циклопа, Ночного Змея, Ртути и Шторм. Змей и Ртуть проникают в шаттл и эвакуируют астронавтов, но в техническом отсеке остался их капитан. Их корабль разрушается и время на его спасение на исходе, в связи с близостью со «вспышкой», но Джин решает сдерживать шаттл от разрушения изнутри, пока Ночной Змей находит и спасает последнего астронавта. Джин не успевает уйти и энергия «вспышки» проникает в корабль, но Джин не погибает, а впитывает в себя эту энергию.
Операция по спасению проходит успешно и Людей Икс встречают как героев. На вечеринке в школе Ксавьера Джин вдруг становится не по себе и она устраивает небольшой взрыв. Никто не пострадал, но Зверь, обследуя её, поражается, ведь её сила растёт. Чарльз с помощью «Церебро» пытается проникнуть в её разум, но Джин сопротивляется и в «Церебро» слышит голос своего отца. Понимая, что её отец жив, она сбегает из школы и направляется в свой старый дом.
Команда Людей Икс следует за ней. В своём доме она встречает отца, но он ей не рад и винит Джин в смерти матери. Она видит, что он сам попросил Чарльза забрать её. Прибывают Люди Икс, но Джин зла на Ксавьера за ложь о смерти отца и завязывается бой. Прибывает полиция. Джин оказывается сильнее и даёт отпор полиции. Мистик пытается её успокоить, но во вспышке ярости Джин убивает Мистик и скрывается.
Тем временем на Землю прибывает неизвестная раса инопланетян-оборотней и их предводитель воплощается в первую встреченную ей женщину. Выясняется, что некоторые представители данной расы уже обосновались на Земле и знают про силу, проникшую в Джин.
В особняке-школе проходят похороны Мистик, Люди Икс подавлены. Зверь ссорится с Ксавьером, обвиняя его в сложившейся ситуации, и уходит на поиски Джин.
В это время Джин обращается за помощью к Магнето, обосновавшемуся в глуши со своей группой мутантов. Но за Джин на вертолётах прилетают военные с целью захватить её за сопротивление полиции. Магнето её не выдаёт, но Джин проявляет агрессию и военные, не без помощи Магнето, отступают. Обозлившись на Джин, Эрик прогоняет её.
Джин скрывается, но её находит глава инопланетян Маргарет и убеждает её использовать силу в интересах её расы под видом благих намерений, на самом же деле намереваясь истребить человечество и захватить Землю.
К Магнето приходит Зверь и сообщает, что Джин убила Мистик, после чего Магнето решает её убить. Они отправляются за Джин в Нью-Йорк с группой мутантов, где её нашли союзники Эрика.
Люди Икс направляются за ними. Происходит битва, во время которой Магнето прорывается к Джин, но он бессилен против неё, после чего Чарльз уговаривает её не поддаваться приступам ярости и не убивать дорогих ей людей. Джин, в надежде избавиться от силы, пытается передать её Маргарет, но Циклоп прерывает их. Передача не завершена и Джин теряет сознание. Прибывают военные, схватывают всех мутантов и перевозят их на поезде на свою базу, обезвредив их ошейниками.
Планируя получить оставшуюся силу, инопланетяне атакуют поезд, легко одерживают победу над военными, но освободившиеся мутанты дают им достойный отпор. Несмотря на превосходящие силы мутантов, Маргарет, с помощью части силы Феникса, добирается до бессознательной Джин. При помощи Чарльза та приходит в себя, останавливает поезд и убивает оставшихся инопланетян. Маргарет же, в попытке забрать оставшиеся силы, терпит поражение от Джин, которая уносит их обеих на орбиту и воплощается в Феникса.
Финальные сцены показывают, что Люди Икс называют школу в честь Джин Грей, Ксавьер уходит в отставку, а на посту директора его заменяет Зверь. Во Франции Чарльз встречает в кафе Магнето, во время их последней партии в шахматы высоко в небе пролетает Феникс.

## В ролях
В фильме задействовано свыше 90 актёров, не считая актёров массовки.
| Актёр                | Роль                                |
| -------------------- | ----------------------------------- |
| Джеймс Макэвой       | Чарльз Ксавьер / Профессор Икс      |
| Майкл Фассбендер     | Эрик Леншерр / Магнето              |
| Дженнифер Лоуренс    | Рэйвен Даркхолм / Мистик            |
| Николас Холт         | Хэнк Маккой / Зверь                 |
| Софи Тёрнер          | Джин Грей / Феникс                  |
| Тай Шеридан          | Скотт Саммерс / Циклоп              |
| Александра Шипп      | Ороро Монро / Шторм                 |
| Эван Питерс          | Питер Максимофф / Ртуть             |
| Коди Смит-Макфи      | Курт Вагнер / Ночной Змей           |
| Джессика Честейн     | Вук / Маргарет                      |
| Ато Эссандо          | Джонс                               |
| Саммер Фонтана       | Джин Грей / Феникс в возрасте 8 лет |
| Скотт Шеперд         | Джон Грей                           |
| Ханна Эмили Андерсон | Элейн Грей                          |
| Брайан д’Арси Джеймс | Президент США                       |
| Хелстон Сейдж        | Элисон Блэр / Ослепительная         |
| Ламар Джонсон        | Бен Хамил / Матч                    |
| Эндрю Стелин         | Арики / Красный Лотос               |
| Кота Эберхардт       | Селена Галлио                       |
| Тодд Хэллоуэлл       | врач в госпитале                    |
| Дэн Дюран            | ведущий новостей                    |
| Джулиан Бэйли        | командир спейс шаттла               |
| Маурицио Терраццано  | гость на званом ужине               |
| Крис Клэрмонт        | гость в Белом доме                  |
| Джордж Чан           | китайский репортёр в ООН            |

## Съёмки
Съёмки начались 28 июня 2017 года в Монреале под рабочим названием «Подростковый дух» (англ. Teen Spirit). В конце июня 2017 года Эван Питерс и Ламар Джонсон присоединились к актёрскому составу. Роль маленькой Джин Грей сыграла девятилетняя Саммер Фонтана. В начале августа 2017 года Джессика Честейн подтвердила своё участие в фильме. В сентябре 2017 года Дэниел Кадмор сообщил, что он появится в фильме, но не смог рассказать сыграет он Колосса или нового персонажа. В том же месяце Оливия Манн сообщила, что она вернётся к роли Псайлок. Съёмки завершились 14 октября 2017 года.

## Производство
В мае 2016 года Кинберг заявил, что изначально надеялся, что «Тёмный Феникс» станет первым в новой линейке фильмов, посвящённых младшим версиям оригинальных персонажей «Людей Икс». Однако в декабре 2017 года генеральный директор Disney Боб Айгер заявил, что Люди Икс будут интегрированы с Marvel Studios в Кинематографическую вселенную (КВМ) под Disney. Год спустя Кинберг сообщил, что президент Marvel Studios Кевин Файги пересмотрел сценарий и тон «Тёмного Феникса».
В марте 2019 года руководитель Fox Эмма Уоттс описала «Тёмного Феникса» как «идеальный финал» для франшизы Fox «Людей-Икс».

## Приём

### Сборы
Фильм собрал 65,8 миллиона долларов в США и Канаде и 186,6 миллиона долларов на других территориях, общая сумма сборов составила 252,4 млн долл. По оценке Deadline Hollywood чистый убыток составил 133 млн долл.
В США и Канаде «Тёмный Феникс» был выпущен на одной неделе с «Тайной жизнью домашних животных 2», изначально сборы от проката в 3721 кинотеатре оценивались в 50 — 60 млн долл., студия ожидала 50 млн. Однако после того, как в первый день картина заработала 14 млн долл., в том числе 5 млн за счёт предварительных просмотров в четверг вечером (самая низкий показатель франшизы со времен 4 млн долл. Россомахи: Бессмертного в 2013 году), прогнозы были снижены до 34 млн долл. В итоге фильм в дебютную неделю собрал 32,8 млн долл. и занял второе место после «Тайной жизни домашних животных 2» с 46,7 млн долл.. Во второй уик-энд сборы фильма упали на 71,5 % до 9,4 млн долл., с этим показателем фильм занял пятое место. В следующие выходные фильм был снят с проката в 1667 кинотеатрах и собрал 3,5 млн долл., заняв десятое место.
В других странах фильм должен был собрать 120—135 млн долл., из которых 50 — 60 млн долл. должны были выпасть на долю Китая, сборы в первую неделю проката оценивались в 170 млн долл. В первый же день в Китае фильм собрал 13 млн долл. с учётом предпоказов. В итоге в первую неделю фильм за пределами США и Канады собрал 103,7 млн долл., общие сборы составили 136,5 млн долл. Его крупнейшими рынками были Китай (45,6 млн долларов), Южная Корея (5,1 млн долл.), Мексика (5 млн долл.) и Великобритания (4,9 млн долл.).